# 美濃廣善堂
22°54′28″N 120°31′47″E / 22.907716°N 120.529649°E
美濃廣善堂，是位於臺灣高雄市美濃區瀰濃里的鸞堂，廟身列為高雄市歷史建築，農曆正月初九舉行的字紙祭儀式則是高雄市無形文化資產。

## 沿革
此鸞堂為美濃耆老古阿珍等12人在1915年籌設，兼作私墊教育場所。1917年建立，香火可追自苗栗玉清宮，在初興建完成時只有正殿以及宣講堂，至1933年增設文昌殿。斥資新台幣3000餘萬元的凌霄寶殿在1999年12月18日落成，取名為「玉清宮」。當日席開300桌宴客，國代陳子欽、省議員鍾紹和、鎮長鍾新財、代表會主席羅建德、縣議員鍾紹恢等出席。
今址為高雄市美濃區福美路281號，屬瀰濃里。

## 資產
空間分正殿、迴廊、宣講堂以及清修軒等處。
收集花磚的徐嘉彬認為美濃廣善堂為全臺灣最美、花磚數量最多的廟宇。正殿供桌前方的跪拜處，捨棄傳統寺廟常見的拜墊，採用紅白玫瑰與紫玫瑰大片花磚鋪地，周圍再以紅花綠葉的條狀花磚為框，石頭供桌也鑲有牡丹與玫瑰花磚。文昌殿內部大量採用花磚設計，在扶手處貼玫瑰腰帶花磚、地面撲綠葉紅花彩磚，二樓牆面由幾何星芒花磚所構成。
在2005年1月17日，客家委員會官員會同美濃鎮公所及地方人士來此會勘。同年此廟連同美濃舊橋登錄列為高雄縣歷史建築。2008年報導時，講堂木造屋頂已垮，由縣府文化局在該年3月6日派員勘查狀況。

## 祭祀
主祀的恩主公其聖誕，廟方以傳統的修經、九獻禮等程序，獻上豬、羊祭祀。
皇民化時期，居民邱天寶將美濃天后宮的媽祖神像藏於此堂前的草寮。該神像是戴潮春事件時，美濃人李龍、李虎兄弟於大武壟（今台南市玉井區望明里），從北港進香的信徒中得來的三尊媽祖像之一。
亦祭祀玉皇大帝。鍾紹恢在鎮長選舉時曾帶家族和幹部，到此神座前公開發誓會反對美濃水庫，由鍾鐵民等人觀禮。
美濃廣善堂關鬼門時間，不同於民間習俗的農曆七月底，而是七月底後的第三天才關。

### 字紙祭

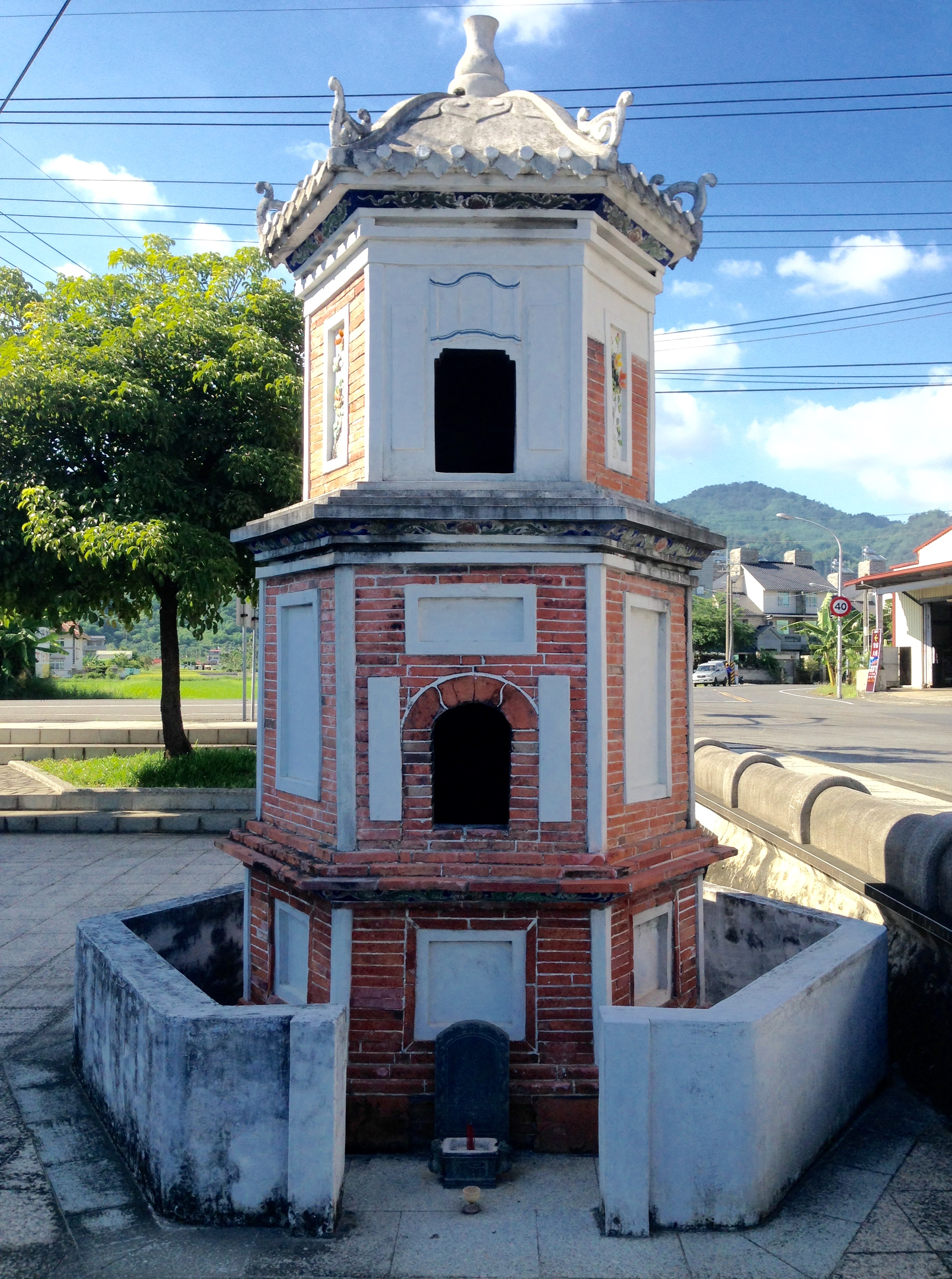
瀰濃庄敬字亭

美濃習俗是不可隨意丟棄或焚燒課本、報紙、雜誌等，要在農曆初一、十五讓專門收集廢紙者運往敬字亭燒掉，並焚燒前先焚香膜拜一番，以示恭敬、虔誠。美濃人在美濃各地廣建敬字亭，如合和里的彌濃庄敬字亭，歷史可追溯至1779年。而在臺灣的扶鸞文化中，鸞堂裡的鸞生會用鸞筆寫下文字，交由宣講生宣講，每年再把所有透過鸞筆寫下的字集中火化，以示對文字的尊敬。客家文史工作者謝宜文調查，1920年起，廣善堂與聖蹟會結合，固定在農曆正月初九舉辦字紙祭，帶有過化存神的寓意。
正月初九當日，聖蹟會人員收集各敬字亭和廣善堂一年來的金香灰和字紙灰，由廣善堂依古禮恭迎聖蹟，當地美濃、東門和福安等三所國小學生會穿著傳統的客家服飾參加，客家婦女們則挑著字簍和紙灰。遊行隊伍至美濃溪祭典場地，然後祭拜河伯水官，在誦經法會後，將字紙灰送進美濃溪中，讓河水將灰燼帶入各農田，以求農作物豐收、水流不斷，並放生魚類和野放鴿子，象徵吉祥之意。
1929年出生於屏東海豐庄的劉安明，攝影作品對美濃鄉情紀錄最多，對早期的字紙祭作了一系列紀錄，受張照堂稱讚。2016年底，字紙祭登錄為高雄市無形文化資產。2018年3月17日，蘭陽博物館邀請頭城喚醒堂、美濃廣善堂及高雄市文武聖殿，舉辦此儀式。

## 外部連結
- 美濃廣善堂——高雄市政府文化局
- 美濃廣善堂——高雄市政府文化局 （页面存档备份，存于）